# Centostazioni
Die Centostazioni S.p.A. war eine Tochtergesellschaft der Ferrovie dello Stato Italiane (FS) und von 2001 bis 2018 für den Betrieb der 103 mittelgroßen Bahnhöfe Italiens zuständig.

## Geschichte
Das Unternehmen wurde im Jahr 2001 unter dem Namen Medie Stazioni gegründet. Ziel war der Betrieb und die Aufsicht über den Umbau mittelgroßer Bahnhöfe Italiens. Im Jahr 2002 beteiligte sich das Konsortium Archimede mit 40 Prozent am Kapital des Unternehmens. Anteilseigner an Archimede sind die Flughafengesellschaft des Flughafens Venedig, Manutencoop S.c.a.r.l., Investienti Immobilliari Lombardi S.p.A. und Pulitori & Affini S.p.A.
Im Jahr 2010 setzte das Unternehmen 76,69 Millionen Euro um. Seit Ende Januar 2017 sind die Italienischen Staatseisenbahnen wieder Alleineigentümer.
Die Vermietung der Ladenflächen in den fünf Stationen Milano Porta Garibaldi, Torino Porta Susa, Padova, Roma Ostiense und Napoli Afragola sowie Gesamtvermarktung dieser Bahnhöfe wurde 2018 in eine separate Tochterfirma der FS namens Centostazioni Retail S.p.A. ausgegliedert. Diese wurde im März 2018 zum Verkauf ausgeschrieben und ein Jahr später zum 28. März 2019 für 45 Millionen Euro an das französische Immobilienunternehmen Altarea Cogedim verkauft.
Die Centostazioni S.p.A. wurde hingegen zum 16. Juli 2018 in den Bereich Rete Ferroviaria Italiana (RFI) der FS eingegliedert und existiert nicht mehr als eigenständiges Unternehmen.

## Bahnhöfe
Die Vermarktung folgender 103 Bahnhöfe war 2001 an Medie Stazioni bzw. Centostazioni übergeben worden:

### Abruzzen
- Chieti
- L’Aquila
- Pescara Centrale

### Aostatal
- Aosta

### Apulien
- Barletta
- Brindisi
- Foggia
- Lecce
- Taranto

### Basilicata
- Potenza Centrale

### Emilia-Romagna
- Cesena
- Faenza
- Ferrara
- Forlì
- Modena
- Parma
- Piacenza
- Ravenna
- Reggio Emilia
- Rimini

### Friaul-Julisch Venetien
- Gorizia Centrale
- Monfalcone
- Pordenone
- Trieste Centrale
- Udine

### Kalabrien
- Catanzaro Lido
- Reggio Calabria Centrale
- Villa San Giovanni

### Kampanien
- Benevento
- Caserta
- Napoli Campi Flegrei
- Napoli Mergellina
- Salerno

### Latium
- Civitavecchia
- Formia-Gaeta
- Orte
- Roma Ostiense
- Roma Trastevere

### Ligurien
- Chiavari
- Genova Sampierdarena
- Imperia Oneglia
- La Spezia Centrale
- Rapallo
- Sanremo
- Savona
- Ventimiglia

### Lombardei
- Bergamo
- Brescia
- Como San Giovanni
- Cremona
- Desenzano sul Garda-Sirmione
- Gallarate
- Lecco
- Lodi
- Mantova
- Milano Lambrate
- Milano Porta Garibaldi
- Milano Rogoredo
- Monza
- Pavia
- Sondrio
- Treviglio
- Varese
- Voghera

### Marken
- Ancona
- Ascoli Piceno
- Macerata
- Pesaro

### Molise
- Campobasso
- Termoli

### Piemont
- Alessandria
- Asti
- Biella San Paolo
- Cuneo
- Domodossola
- Novara
- Verbania-Pallanza
- Vercelli

### Sardinien
- Cagliari

### Sizilien
- Catania Centrale
- Messina Centrale

### Toskana
- Arezzo
- Grosseto
- Livorno Centrale
- Lucca
- Massa Centro
- Pisa Centrale
- Pistoia
- Prato Centrale
- Siena

### Trentino-Südtirol
- Bozen
- Rovereto
- Trento

### Umbrien
- Assisi
- Foligno
- Perugia
- Terni

### Venetien
- Belluno
- Castelfranco Veneto
- Padova
- Rovigo
- Treviso Centrale
- Vicenza